# Genesis (2013)
Genesis (2013) foi um evento pay-per-view realizado pela Total Nonstop Action Wrestling, que ocorreu no dia 13 de janeiro de 2013 no Impact Wrestling Zone na cidade de Orlando, Flórida. Esta foi a oitava edição da cronologia do Genesis.

## Antes do evento
Genesis teve lutas de wrestling profissional envolvendo diferentes lutadores com rivalidades e storylines pré-determinadas que se desenvolveram no Impact Wrestling — programa de televisão da Total Nonstop Action Wrestling (TNA). Os lutadores interpretaram um vilão ou um mocinho seguindo uma série de eventos para gerar tensão, culminando em várias lutas.
No Final Resolution, Jeff Hardy derrotou Bobby Roode e manteve o TNA World Heavyweight Championship. Após a luta, os dois lutadores foram atacados por membros dos Aces & Eights. No Impact Wrestling de 13 de dezembro, Roode revelou ter pagado uma quantia para a gangue, para conseguir ganhar o título, mas Austin Aries afirmou ter pagado mais dinheiro para os Aces & Eights. Na edição de 3 de janeiro do Impact Wrestling, Hardy foi eleito como melhor lutador da TNA em 2012. Quando foi receber seu troféu, foi interrompido por Roode e Aries, que argumentaram que eles seriam o melhor lutador do ano. Hardy os interrompeu e anunciou que defenderá o TNA World Heavyweight Championship contra Aries e Roode em uma Luta Triple Threat de eliminação no Genesis.
Também no Final Resolution, Chavo Guerrero e Hernandez derrotaram Matt Morgan e Joey Ryan por desqualificação e mantiveram o TNA World Tag Team Championship. No Impact Wrestling de 3 janeiro, Hernandez derrotou Ryan também por desqualificação, após Morgan o atacar. Mas tarde, foi anunciado que as duas duplas de enfrentariam no Genesis pelo World Tag Team Championship.
No Impact Wrestling de 3 de janeiro, foi anunciado um torneio de quatro competidores para determinar o desafiante ao TNA X Division Championship de Rob Van Dam no Genesis, com a final do torneio ocorrendo também no evento. No mesmo dia, Christian York derrotou Kid Kash, avançando as finais. Na semana seguinte, Kenny King derrotou Zema Ion para também avançar as finais do torneio.
Durante o Imapct Wrestling de 20 de dezembro, James Storm interrompeu um segmento entre Christopher Daniels e Frankie Kazarian com Papai Noel, na qual os três zombavam da derrota de A.J. Styles no Turning Point, acusando que Storm foi egoísta por ter derrotado Styles. Durante o segmento, Storm atacou os três. No Imapct Wrestling de 3 de janeiro, Daniels e Kazarian voltaram a insultar Storm por não ter ganhado o prêmio de melhor lutador da TNA de 2012. Na mesma noite, Storm derrotou Daniels. No dia 7 de janeiro, foi anunciada uma luta entre James Storm e Christhoper Daniels no Genesis por uma chance pelo  World Heavyweight Championship no Impact Wrestling de 24 de janeiro.
No episódio de 8 de novembro do Impact Wrestling, Sting foi lesionado (kayfabe) por D.O.C., um dos membros dos Aces & Eights. Em 7 de dezembro, a TNA postou um vídeo misterioso em sua conta oficial no YouTube, sobre o retorno de algum lutador em 3 de janeiro de 2013. No episódio de 20 de dezembro do Impact Wrestling, foi revelado que o lutador misterioso era Sting. Ele retornou em 3 de janeiro, após Kurt Angle e Samoa Joe derrotarem Devon e Mike Knox (que foi revelado como uma membro da gangue após a luta) em uma Luta de duplas numa jaula de aço, atacando os membros dos Aces & Eights que invadiram a jaula após a luta. No dia 7 de janeiro, foi anunciada uma luta entre Sting e D.O.C no Genesis.
Após perder uma luta para D.O.C. no Turning Point, o advogado Joseph Park foi desenvolver suas habilidades de wrestling na Ohio Valley Wrestling (OVW), o território de desenvolvimento da TNA, com fim de se tornar um lutador. Park retornou a TNA no episódio de 10 de janeiro de 2013 do Impact Wrestling, com a certeza de estar pronto. No mesmo dia, ele pediu que o gerente geral Hulk Hogan lhe desse uma luta no Genesis, que foi aceito por Hogan. Mais tarde, foi confirmado que Joseph Park enfrentará Devon no pay-per-view.
No Impact Wrestling de 10 de janeiro, foi anunciada uma Luta Gauntlet entre Gail Kim, ODB, Miss Tessmacher, Mickie James e Velvet Sky para determinar a desafiante ao Women's Knockout Championship de Tara.
No Impact Wrestling de 3 de janeiro, Samoa Joe e Kurt Angle derrotaram Devon e um membro mascarado dos Aces & Eights em uma Luta de duplas numa jaula de aço.  No mesmo dia, Mr. Anderson aceitou o convite e entrou para a gangue dos Aces & Eights, não ajudando Joe e Angle durante a luta na jaula de aço. No dia do evento, foi anunciada uma luta entre Joe e Mr. Anderson.

## Evento

### Lutas preliminares
Na primeira luta da noite, Chavo Guerrero e Hernandez defendiam novamente o TNA World Tag Team Championship contra Matt Morgan & Joey Ryan. Durante boa parte da luta, Morgan e Ryan dominaram o combate sob Hernandez, e não o deixavam que Chavo entrasse em seu lugar. No final da luta, Hernadez conseguiu fazer o tag com Chavo, que aplicou um "Frogsplash" em Ryan da terceira corda, conseguindo o pinfall.
Na segunda luta, Samoa Joe enfrentava Mr. Anderson. Joe dominou quase toda a luta, mas foi derrotado do se destrair com Mike Knox, deixando com que Mr. Anderson aplicasse o "Mic Check", conseguindo o pinfall.
Na terceira luta da noite, Christian York enfrentou Kenny King para determinar o desafiante ao TNA X Division Championship. York venceu o combate após um "Roll Up", conseguindo o pinfall. Enquanto York comemorava, King o atacou pelas costas aplicando um facebuster. Logo em seguida, Rob Van Dam veio para sua luta pelo TNA X Division Championship. Em uma luta rápida, Christian York não mostrou muita reação devido ao ataque de Kenny King. Van Dam venceu a luta após aplicar um "Five-Star Frog Splash".
Na luta seguinte, Joseph Park enfrentava Devon, um dos membros dos Aces & Eights. Em um combate quase todo dominado por Devon, ele conseguiu a vitória após um "Roll Up". Depois da luta, ele continuou a atacar Park.

### Lutas principais
Na sexta luta da noite, Gail Kim, Miss Tessmacher, ODB, Mickie James e Velvet Sky lutavam em uma Luta Gauntlet para determinar a  iniciaram a luta, com Kim eliminando Tessmacher. ODB e Mickie James foram eliminadas na sequência. Gail Kim e Velvet Sky encerrando o combate. Sky conseguiu eliminar Gail Kim, após fazer um pinfall com sucesso.
Na luta seguinte, Christopher Daniels e James Storm batalhavam em luta cujo vencedor receberá uma chance pelo TNA World Heavyweight Championship no Impact Wrestling de 24 de janeiro. Em luta luta bem equilibrada, Daniels conseguiu a vitória após Kazarian distrair Storm para Daniels conseguir aplicar um "Quick Slam", utilizando as cordas para obter vantagem.
Na penúltima luta da noite, Sting enfrentava D.O.C., outro membros dos Aces & Eights. Num combate dominado no começo por D.O.C., Sting conseguiu reverter a vantagem, aplicando um "Scorpion Death Drop" no final da luta, realizando o pinfall.
No evento principal Jeff Hardy lutava contra Bobby Roode e Austin Aries em uma Luta Triple Threat de eliminação pelo TNA World Heavyweight Championship. O primeiro lutador eliminado foi Roode, após Hardy aplicar um "Cruncher Legdrop" com Hardy e Aries juntos fazendo o pinfall. No final da luta, Hardy conseguiu eliminar Aries aplicando um "Swanton Bomb", conseguindo a vitória e mantendo o título.

## Resultados
| No.                           | Lutas | Estipulações | Duração |
| ----------------------------- | --- | --- | ------- |
| 1                             | Chavo Guerrero & Hernandez (c) derrotaram Matt Morgan & Joey Ryan | Luta de duplas pelo TNA World Tag Team Championship                                                                         | 11:30   |
| 2                             | Mr. Anderson derrotou Samoa Joe | Luta individual | 10:45   |
| 3                             | Christian York derrotou Kenny King | Luta individual para determinar o desafiante ao TNA X Division Championship                                                 | 10:10   |
| 4                             | Rob Van Dam (c) derrotou Christian York | Luta individual pelo TNA X Division Championship                                                                            | 05:30   |
| 5                             | Devon derrotou Joseph Park | Luta individual | 11:17   |
| 6                             | Velvet Sky derrotou Gail Kim, Miss Tessmacher, ODB e Mickie James - Gail Kim derrotou Miss Tessmacher (02:43) - Gail Kim derrotou ODB (06:14) - Gail Kim derrotou Mickie James (09:19) - Velvet Sky derrotou Gail Kim (11:55) | Luta Gauntlet para determinar a desafiante ao Women's Knockout Championship                                                 | 11:55   |
| 7                             | Christopher Daniels (com Kazarian) derrotou James Storm | Luta individual O vencedor recebeu uma chance pelo TNA World Heavyweight Championship no Impact Wrestling de 24 de janeiro. | 13:25   |
| 8                             | Sting derrotou D.O.C. | Luta individual | 05:53   |
| 9                             | Jeff Hardy (c) derrotou Bobby Roode e Austin Aries - Jeff Hardy e Austin Aries derrotaram Bobby Roode (18:50) - Jeff Hardy derrotou Austin Aries (20:22)                                                                      | Luta Triple Threat de eliminação pelo TNA World Heavyweight Championship                                                    | 20:22   |
| (c)- Campeão(s) antes da luta | | |         |